# Ranunculus pollinensis
Ranunculus pollinensis là một loài thực vật có hoa trong họ Mao lương. Loài này được (N.Terracc.) Chiov. miêu tả khoa học đầu tiên năm 1892.